# XRCC4
XRCC4（X-ray repair cross-complementing 4）は、ヒトではXRCC4遺伝子にコードされるタンパク質である。このタンパク質はヒト以外でも、後生動物の多くや菌類、植物でも発現している。XRCC4は、DNAの二本鎖切断を修復する非相同末端結合（NHEJ）において中核となるタンパク質の1つである。
NHEJが正しく完結するためには、主に2つの要素が必要である。1つ目の要素は、DNA依存性プロテインキナーゼの触媒サブユニット（DNA-PKcs）によるArtemisタンパク質の協調的結合とリン酸化である。Artemisは損傷DNAの末端を切断し、ライゲーション反応に備える。2つ目の要素は、XRCC4によるDNAリガーゼIV（LigIV）へのDNAの橋渡しであり、Cernunnos/XLFの補助のもと行われる。DNA-PKcsとXRCC4は、DNA末端に結合したKu70/Ku80ヘテロ二量体によって係留されている。
XRCC4はLigIVと損傷DNAとの相互作用、そして末端のライゲーションを可能にする重要なタンパク質であるため、XRCC4遺伝子の変異はマウスでは胎生致死となり、ヒトでは発生阻害と免疫不全を引き起こすことが知られている。さらに、XRCC4遺伝子の特定の変異はがんのリスクの増加と関係している。

## DNA二本鎖切断
環境中の電離放射線や細胞代謝を介して断続的に放出される副産物によって産生されたフリーラジカルは、DNAの二本鎖切断の主な原因となっている。二本鎖切断の修復が効率的に行われなかった場合、重要なタンパク質をコードする遺伝子や遺伝子発現の調節に必要な配列の喪失が引き起こされる可能性がある。二本鎖切断は、DNA複製によって新たにコピーされた姉妹染色体を用いてギャップを埋めることができない場合にはNHEJ経路へ向かう。この修復方法は、染色体が長い断片の喪失を防ぐ最終手段として必要不可欠である。また、NHEJはV(D)J組換え時の二本鎖切断の修復にも利用される。この過程では特定の遺伝子領域が切断再編成され、抗体やT細胞受容体のユニークな抗原結合部位が形成される。

### DNA損傷源
DNA損傷は極めて高頻度で生じ、内因性・外因性のさまざまな遺伝毒性源への曝露によって生み出される。その例としてγ線やX線などの電離放射線が挙げられ、これらはDNA骨格のデオキシリボースをイオン化して二本鎖切断を作り出す。スーパーオキシド（O2– • ）や過酸化水素（H2O2）、ヒドロキシルラジカル（HO•）、一重項酸素（1O2）などの活性酸素種も二本鎖切断を生み出す。これらは電離線照射によって生じるほか、細胞の代謝過程によっても自然に生じるものである。二本鎖切断はDNAポリメラーゼの作用によって引き起こされる場合もあり、DNA損傷によって導入されたニックを越えてDNAを複製しようとした場合などに形成される。

### 二本鎖切断の影響
DNA損傷には多くの種類があるが、二本鎖切断では双方の鎖が染色体の残りの部分から完全に分離されてしまうため、最も有害なものとなる。効率的な修復機構が存在しない場合にはDNAの末端は最終的には劣化し、その配列は永久に失われることとなる。DNA中の二本鎖ギャップはDNA複製の進行も妨げ、特定の染色体の不完全なコピーの形成につながり、細胞はアポトーシスの標的となる。他のDNA損傷と同様、二本鎖切断によって新たな変異が導入され、がんにつながる場合もある。

### 二本鎖切断の修復
二本鎖切断の修復には、有糸分裂のどの時期に損傷が生じたかによって2つの方法が存在する。DNA複製が完了して細胞周期のS期が進行した後に二本鎖切断が生じた場合には相同組換えが利用され、新たに合成された娘鎖との対合によって切断は修復される。しかし二本鎖切断が姉妹染色分体の合成前に生じた場合には、必要な鋳型となる配列は存在しない。ヒトやその他の多細胞真核生物では、こうした状況下での切断修復の主要経路はNHEJ経路となる。NHEJ過程では、非常に短い相補的DNA配列（1塩基対かそれ以上の配列）がハイブリダイゼーションされ、オーバーハング部分が除去される。その結果、ゲノムの一部領域は永久に失われることとなり、欠失によってがんや早老が引き起こされる場合がある。

## 特性

### 遺伝子とタンパク質
ヒトのXRCC4遺伝子は5番染色体、5q14.2に位置する。この遺伝子は8つのエクソンから構成され、複数のmRNA転写バリアントによって複数のタンパク質アイソフォームがコードされる。バリアント1（RefSeq: NM_003401.5）の長さは1602 bpで、バリアント2と比較して3'末端のコーディング領域の短い配列を欠いており、334アミノ酸からなるアイソフォーム1をコードする。バリアント2（RefSeq: NM_022406.5）の長さは1608 bpで、336アミノ酸からなる長いアイソフォーム2をコードする。バリアント3（RefSeq: NM_022550.4）は1649 bpと長いが、バリアント1と同じアイソフォーム1をコードする。バリアント1と比較して5' UTRに付加的配列が存在しており、またバリアント2と比較して3'末端のコーディング領域の短い配列を欠いている。

### 構造
XRCC4は四量体を形成し、長く細いストークの両端に球状ドメインが位置するダンベル型の構造をしている。2つのサブユニットが二量体を形成し、2つの二量体が四量体を形成する。
各サブユニットのN末端の球状ドメインの構造は同一である。球状ドメインは向かい合った2つの逆平行βシートからなるβサンドイッチ様構造で、2つのβシートは2本のαヘリックスによって隔てられている。N末端はストランド1–4からなるβシートで開始され、続いて2本のαヘリックス（αA、αB）からなるヘリックスターンヘリックスモチーフ、ストランド5–7からなるβシート、そしてC末端のαヘリックスからなるストークで終わる。αAとαBは互いに直交しており、αBの一端が2つのβシートの間に部分的に挿入されることで、2つのβシートは裾が広がったような形状となっている。βサンドイッチ構造は逆平行なストランド4と7の間の3つの水素結合とストランド1と5の間の1つの水素結合によって保持されている。
2つのサブユニットのストークは左巻きに1回交差し、球状ドメインの近傍でコイルドコイル構造を形成するため、二量体はヤシの木型の構造を形成する。そしてこのストークがもう一方の二量体のストークと4ヘリックスバンドルを形成することで、ダンベル型構造の四量体が形成される。

### 翻訳後修飾
XRCC4がNHEJやV(D)J組換えの二本鎖切断修復のために細胞質から核へ移行するには、リジン210番のSUMO化が必要である。トポイソメラーゼ、塩基除去グリコシラーゼTDG、Ku70/80、BLMヘリカーゼなど、さまざまな種類のDNA修復タンパク質にSUMO化はみられる。SUMO化修飾の標的に一般的にみられる保存されたモチーフは、ΨKXE（Ψはかさ高い疎水性アミノ酸）である。XRCC4の場合、リジン210番の周囲のコンセンサス配列はIKQEである。SUMO化修飾がなされないK210変異型XRCC4を発現するCHO細胞では、XRCC4は核移行が起こらず細胞質に蓄積する。さらに、この細胞は放射線感受性となり、V(D)J組換えを正しく完了することができない。

### 相互作用
二本鎖切断の形成に伴い、Kuタンパク質は切断部位を探して結合を行う。KuはXRCC4とCer/XLFをリクルートし、これらのタンパク質は協調的に相互作用してDNAの周囲を巻くヌクレオタンパク質複合体を形成する。Cer/XLFはN末端とC末端ドメインの構造やサイズがXRCC4とよく似たホモ二量体である。Cer/XLFのアルギニン64番、ロイシン65番、ロイシン115番は、XRCC4のN末端ドメインのリジン65番と99番と相互作用する。XRCC4とCer/XLFはDNAの周囲に交互に巻き付き、フィラメントバンドルを形成する。DNA-PKcsによるC末端のαヘリカルストークの高リン酸化は、この相互作用を促進する。XRCC4二量体は近接するDNA鎖上の他の二量体と結合し、NHEJの初期においてDNAを橋渡しする四量体を形成する。ライゲーション反応に先立ち、LigIVは切断部位に位置するXRCC4二量体のC末端ストークに結合し、そこに結合していた他のXRCC4二量体と置き換わる。LigIVのBRCT2ドメインはXRCC4のC末端ストークの複数の残基と水素結合を形成し、ストークの屈曲を引き起こす。LigIVの2つのBRCTドメインの間に位置するヘリックスループヘリックスクランプも広範囲で接触を行う。

## 機構

### 非相同末端結合
NHEJ過程では、XRCC4やいくつかの緊密に共役したタンパク質が協調的に作用することで二本鎖切断が修復される。この系はKu70/80と呼ばれるヘテロ二量体が二本鎖切断の各末端に結合することで開始され、Ku70/80は末端どうしを近接して維持し、ライゲーション反応に備えて分解を防ぐ役割を果たす。その後、Ku70/80はDNA末端へDNA-PKcsをリクルートし、各DNA-PKcsへのArtemisタンパク質の結合を可能にする。DNA-PKcsは二本鎖切断の近傍の安定化に加わり、DNAのきわめて短い相補性配列でのハイブリダイゼーションを可能にする。その後、DNA-PKcsはArtemisのセリン/スレオニン残基をリン酸化し、エキソヌクレアーゼ活性を活性化してハイブリダイゼーションしていない一本鎖テールを5'→3'方向へ分解する。2分子のXRCC4タンパク質はKu70/80による認識と局在のために翻訳後修飾される。XRCC4は二量体化してDNA鎖末端のKu70/80に結合し、ライゲーション反応を促進する。XRCC4はDNAリガーゼLigIVと強固な複合体を形成し、この複合体はCer/XLFによってさらに強化される。Cer/XLFはXRCC4のみに結合し、LigIVとは相互作用しない。その後、LigIVはホスホジエステル結合の形成を触媒することで、DNA末端を結合する。

### V(D)J組換え
V(D)J組換えは、免疫細胞（B細胞やT細胞）においてDNA上の複数の異なる遺伝子断片が再編成され、ウイルス、細菌、病原性真核生物などの外来抗原を特異的に認識するユニークなドメインを持つ抗体やT細胞受容体が産生されるようになる過程である。B細胞は抗体を産生して血中へ分泌し、T細胞はT細胞受容体を細胞表面に発現する。抗体は2つの軽鎖と2つの重鎖から構成され、抗原結合部位は2つの可変領域VLとVHから構成される。抗体構造の残りの部分は、定常領域CL、CH1、CH2、CH3からなる。マウスのκ遺伝子座は抗体の軽鎖をコードし、可変領域をコードする約300個のV断片、短いタンパク質領域をコードする4つのJ断片、定常領域をコードする1つのC断片が含まれている。B細胞の分化の際、DNAは多数のV断片・J断片の中から特定の断片がつなぎ合わされるように組換えが引き起こされ、その結果、各細胞に固有のVLを持つ軽鎖が産生されるようになる。重鎖の遺伝子にはさらに無数の多様なD断片と複数の定常領域断片Cμ、Cδ、Cγ、Cε、Cαが含まれている。組換えは、組換えシグナル配列（RSS）と呼ばれる2つの保存された配列モチーフの間で行われる。各モチーフには7 bpと9 bpからなる配列が存在し、その間が12 bpのスペーサーで隔てられているものはクラス1、23 bpのスペーサーで隔てられているものはクラス2と呼ばれる。RAG1、RAG2と呼ばれるサブユニットからなるリコンビナーゼは常に特定のクラス1配列とクラス2配列を結合し、両者の間で切断を行う。切断によって特定のV断片とJ断片の末端部にへアピン構造が形成され、両断片間の領域は二本鎖切断によって切り離される。両ヘアピン構造領域にはNHEJ過程が生じ、ヘアピン型の閉じた末端は切断されて両断片がつなぎ合わされる。そして、両断片間の領域は環状化されて分解される。このように、NHEJはV(D)J組換えにおける役割によって、免疫系の発生にも重要なものとなっている。

## 病理
近年の研究では、さまざまな疾患の易罹患性とXRCC4との関係が示されている。最も高頻度で観察されるのは、XRCC4の変異と膀胱がん、乳がん、リンパ腫などのがんの易罹患性との関係である。また、XRCC4変異と子宮内膜症との関係の可能性を指摘する研究もある。この点に関しては、自己免疫との関係も研究されている。XRCC4変異と特定の病理との関係は、XRCC4が診断マーカーとして、そして最終的には新たな治療法の基礎となる可能性があることを示している。

### がんの易罹患性
XRCC4の多型は、膀胱がん、乳がん、前立腺がん、肝細胞がん、リンパ腫、多発性骨髄腫などのがん罹患リスクの増加と関連している。一例として膀胱がんに関しては、XRCC4とがん罹患リスクとの関係は、XRCC4とXRCC3の遺伝的多型と尿路上皮膀胱がんのリスクとの関係についての、病院受診群を対象とした組織学的な症例対照研究に基づいている。この研究ではXRCC4に関しては尿路上皮膀胱がんリスクとの関係が示されたが、XRCC3に関しては示されなかった。乳がんのリスクの増加との関係は、5つの症例対照研究のメタアナリシスに関連して行われた、XRCC4遺伝子の機能的多型の調査に基づいている。また、XRCC4の多型が前立腺がんの易罹患性に影響を与える可能性を示す、病院受診群を対象とした組織学的症例対照研究が少なくとも1つ存在する。DNA修復酵素が発がん性物質や抗がん剤によるDNA損傷を修復しているという一部の観察に基づくと、DNA修復遺伝子のSNPががん易罹患性に重要な役割を果たしている可能性があることは驚くにはあたらない。上述したがん以外にも、口腔がん、肺がん、胃がん、神経膠腫など、さまざまながんとXRCC4の多型が関連している可能性が示されている。
マウスでは、p53欠損マウス末梢性B細胞におけるXrcc4遺伝子のコンディショナル欠失（CD21-creによる）は細胞表面免疫グロブリン陰性型のB細胞リンパ腫の原因となり、こうしたリンパ腫では多くの場合、IgH遺伝子座がc-mycに融合する相互転座（そしてIgKもしくはIgLと関係した大規模な染色体欠失または転座、IgLのがん遺伝子もしくはIgHへの融合）が生じていることが示されている。Xrcc4/p53欠損型プロB細胞リンパ腫は遺伝子増幅によってc-mycを活性化しているのに対し、Xrcc4/p53欠損型末梢性B細胞リンパ腫は単一コピーのc-mycの異所性活性化が生じている。

### 老化
DNA二本鎖切断のNHEJによる修復能力の低下は、老化過程の重大な因子となっている可能性がある。ヒトでは、NHEJによる修復効率は16歳から75歳にかけて低下してゆく。XRCC4はその他のNHEJ関連タンパク質の発現の低下は加齢と関係したNHEJの効率と正確性の低下の原因となり、加齢に伴うXRCC4の発現の低下が細胞老化に寄与していることが示唆されている。

### 自己免疫
NHEJ過程のいくつかのタンパク質は自己抗体の標的となっている可能性があり、またXRCC4に由来する自己免疫エピトープの1つは放射線照射によって誘導される調節イベントの中核となる配列と一致していることから、DNA二本鎖切断誘発因子への曝露が自己免疫応答を媒介する因子の1つとなっている可能性が示唆されている。

### 子宮内膜症の易罹患性
XRCC4のcodon 247*Aやpromoter -1394*Tと関連した遺伝子型やアレルは、子宮内膜症の易罹患性や病因と関係している可能性がある。

### がんのバイオマーカーとしての可能性
XRCC4の多型はがん易罹患性のリスクと関係している可能性があるため、がんスクリーニング、特に前立腺がん、乳がん、膀胱がんに対するスクリーニングのバイオマーカーとしての利用の可能性がある。実際に、XRCC4の多型は尿路上皮膀胱がん症例における一次予防と抗がん治療介入における新規有用マーカーとしての可能性があることが具体的に示されている。

### 腫瘍細胞に対する放射線増感作用
XRCC4はDNA二本鎖切断修復に関与しているため、XRCC4の機能不全と腫瘍細胞に対する放射線増感作用との関係の研究が行われている。一例として、RNAiによるDNA修復遺伝子のmRNAのノンコーディング配列やコーディング配列の標的化によって、ヒトの腫瘍細胞の放射線感受性を効果的に高めることができることが報告されている。

### 新たな治療法の可能性
新たな治療法開発におけるXRCC4の可能性に関する議論が行われている。例えば、XRCC4遺伝子はNHEJに重要であり、がん易罹患性と関係しているため、G-1394T（rs6869366）など一部のSNPはさまざまながん（これまでのところ乳がん、胃がん、前立腺がんなど）を検出し予測するための頻度の高いSNPとして役立つ可能性があり、そしてさらなる調査は必要であるものの、個別化抗がん薬の標的候補となる可能性あることが示唆されている。同様の原理による子宮内膜症の検出の可能性についても言及されており、最終的には治療法の開発につながる可能性もある。がん治療の最終的な治療結果はDNA損傷とDNA修復能力の間の平衡によって決定されている可能性があり、がん細胞のDNA修復過程を完結する能力は治療抵抗性に重要な役割を果たし、治療効果に負の影響を及ぼしている。そのため、いくつかの低分子化合物によるDNA修復を標的とした薬理的阻害によって、抗がん薬の細胞毒性が高まる可能性がある。

### 小頭性原発性小人症
ヒトでは、XRCC4遺伝子の変異によって小頭性原発性小人症（microcephalic primordial dwarfism）が引き起こされ、この疾患は顕著な小頭症、顔面奇形、発達遅滞、低身長によって特徴づけられる。患者では抗体遺伝子の接合部の多様性（junctional diversity）が損なわれているにもかかわらず、明確な免疫学的表現型は生じない。またLIG4変異の患者とは対照的に、XRCC4欠損の患者では骨髄不全を原因とする汎血球減少は観察されない。細胞レベルでは、XRCC4の破壊によって二本鎖切断誘発因子に対する過敏性、二本鎖切断修復の欠陥、DNA損傷誘発後のアポトーシスの増加が引き起こされる。

## 歴史
1980年代に行われた研究によって、XR-1と呼ばれるCHO細胞変異株は、細胞周期のG1期でのγ線照射に対する感受性が極めて高い一方、S期終盤でのγ線損傷に対する耐性はほぼ正常であることが示された。そして、XR-1の細胞周期感受性は、電離放射線照射や制限酵素によって形成されたDNA二本鎖切断の修復の欠陥と関係していることが示された。XR-1細胞とヒト線維芽細胞との体細胞ハイブリッドを用いた研究ではXR-1変異は劣性変異であることが示され、その後の染色体解析ではヒトの相補性遺伝子は5番染色体にマッピングされた。このヒト遺伝子はXRCC4（X-ray-complementing Chinese hamster gene 4）との仮称がつけられ、このXRCC4遺伝子はγ線照射やブレオマイシンに対する耐性を生化学的に正常レベルにまで回復すること、そしてDNA二本鎖切断修復能力を回復することが明らかにされた。こうした知見に基づき、XRCC4はXR-1表現型の原因となる単一の遺伝子であることが提唱された。

## 関連文献
- “The biochemistry and biological significance of nonhomologous DNA end joining: an essential repair process in multicellular eukaryotes”. Genes Cells 4 (2):  77–85. (1999). doi:10.1046/j.1365-2443.1999.00245.x. PMID 10320474.
- “The XRCC4 gene encodes a novel protein involved in DNA double-strand break repair and V(D)J recombination”. Cell 83 (7):  1079–89. (1996). doi:10.1016/0092-8674(95)90135-3. PMID 8548796.
- “Activity of DNA ligase IV stimulated by complex formation with XRCC4 protein in mammalian cells”. Nature 388 (6641):  492–5. (1997). Bibcode: 1997Natur.388..492G. doi:10.1038/41358. PMID 9242410.
- “Mammalian DNA double-strand break repair protein XRCC4 interacts with DNA ligase IV”. Curr. Biol. 7 (8):  588–98. (1997). doi:10.1016/S0960-9822(06)00258-2. PMID 9259561.
- “Molecular genetic characterization of XRCC4 function”. Int. Immunol. 9 (10):  1607–13. (1998). doi:10.1093/intimm/9.10.1607. PMID 9352367.
- “The XRCC4 gene product is a target for and interacts with the DNA-dependent protein kinase”. J. Biol. Chem. 273 (3):  1794–801. (1998). doi:10.1074/jbc.273.3.1794. PMID 9430729.
- “A critical role for DNA end-joining proteins in both lymphogenesis and neurogenesis”. Cell 95 (7):  891–902. (1999). doi:10.1016/S0092-8674(00)81714-6. PMID 9875844.
- “DNA binding of Xrcc4 protein is associated with V(D)J recombination but not with stimulation of DNA ligase IV activity”. EMBO J. 18 (7):  2008–18. (1999). doi:10.1093/emboj/18.7.2008. PMC 1171285. PMID 10202163.
- “Ku recruits the XRCC4-ligase IV complex to DNA ends”. Mol. Cell. Biol. 20 (9):  2996–3003. (2000). doi:10.1128/MCB.20.9.2996-3003.2000. PMC 85565. PMID 10757784.
- “Interplay of p53 and DNA-repair protein XRCC4 in tumorigenesis, genomic stability and development”. Nature 404 (6780):  897–900. (2000). Bibcode: 2000Natur.404..897G. doi:10.1038/35009138. PMID 10786799.
- “Interactions of the DNA ligase IV-XRCC4 complex with DNA ends and the DNA-dependent protein kinase”. J. Biol. Chem. 275 (34):  26196–205. (2000). doi:10.1074/jbc.M000491200. PMID 10854421.
- “DNA ligase IV and XRCC4 form a stable mixed tetramer that functions synergistically with other repair factors in a cell-free end-joining system”. J. Biol. Chem. 275 (44):  34787–96. (2000). doi:10.1074/jbc.M004011200. PMID 10945980.
- “Identification of single nucleotide polymorphisms in human DNA repair genes”. Carcinogenesis 21 (11):  1977–81. (2000). doi:10.1093/carcin/21.11.1977. PMID 11062157.
- “Crystal structure of an Xrcc4-DNA ligase IV complex”. Nat. Struct. Biol. 8 (12):  1015–9. (2002). doi:10.1038/nsb725. PMID 11702069.
- “Identification of human autoantibodies to the DNA ligase IV/XRCC4 complex and mapping of an autoimmune epitope to a potential regulatory region”. J. Immunol. 169 (6):  3413–21. (2002). doi:10.4049/jimmunol.169.6.3413. PMID 12218164.
- “Defining interactions between DNA-PK and ligase IV/XRCC4”. DNA Repair (Amst.) 1 (3):  225–35. (2003). doi:10.1016/S1568-7864(01)00018-0. PMID 12509254.